# 藤原悠汰
藤原 悠汰（ふじはら ゆうた、1999年4月9日 - ）は、広島県出身のプロサッカー選手。Jリーグ・愛媛FC所属。ポジションはフォワード。

## 略歴

### プロ入り前
小・中学生時代はサンフレッチェ広島のアカデミーに在籍。ジュニアユース時代の2014年には仙波大志、川井歩、川村拓夢らとともにJFAプレミアカップ制覇を達成している。中学校卒業後、ユースへは昇格せず広島皆実高校へ進学。2年次と3年次に全国高等学校サッカー選手権大会へ出場し、その軽やかなプレースタイルから「皆実の牛若丸」と呼ばれた。
高校卒業後は明治大学へ進学。大学進学後は4年時に主力として活躍し、関東大学サッカーリーグ戦や全日本大学サッカー選手権大会で得点を量産。2021年12月、2022年からのサガン鳥栖加入内定が発表された。

### サガン鳥栖
2022年シーズンにサガン鳥栖へ正式加入。2月19日、J1リーグ開幕戦のサンフレッチェ広島戦でプロデビュー。2月22日、ルヴァンカップ・GL第1節の北海道コンサドーレ札幌戦でプロ入り初ゴールを決めた。同年6月、モンテディオ山形へ育成型期限付き移籍。
2023年、サガン鳥栖へ復帰。

### 愛媛FC
2023年12月27日に愛媛FCへの完全移籍を発表。

## 所属クラブ
- サンフレッチェ広島ジュニア
- サンフレッチェ広島ジュニアユース
- 広島皆実高校
- 明治大学
- 2022年 - 2023年  サガン鳥栖
  - 2022年6月 - 同年12月  モンテディオ山形（育成型期限付き移籍）
- 2024年 -  愛媛FC

## 個人成績
| 国内大会個人成績 | 国内大会個人成績 | 国内大会個人成績 | 国内大会個人成績 | 国内大会個人成績 | 国内大会個人成績 | 国内大会個人成績 | 国内大会個人成績 | 国内大会個人成績 | 国内大会個人成績 | 国内大会個人成績 | 国内大会個人成績 |
| 年度             | クラブ           | 背番号           | リーグ           | リーグ戦         | リーグ戦         | リーグ杯         | リーグ杯         | オープン杯       | オープン杯       | 期間通算         | 期間通算         |
| 年度             | クラブ           | 背番号           | リーグ           | 出場             | 得点             | 出場             | 得点             | 出場             | 得点             | 出場             | 得点             |
| 日本             | 日本             | 日本             | 日本             | リーグ戦         | リーグ戦         | リーグ杯         | リーグ杯         | 天皇杯           | 天皇杯           | 期間通算         | 期間通算         |
| ---------------- | ---------------- | ---------------- | ---------------- | ---------------- | ---------------- | ---------------- | ---------------- | ---------------- | ---------------- | ---------------- | ---------------- |
| 2022             | 鳥栖             | 25               | J1               | 8                | 1                | 5                | 2                | 1                | 0                | 14               | 3                |
| 2022             | 山形             | 39               | J2               | 6                | 0                | -                | -                | -                | -                | 6                | 0                |
| 2023             | 鳥栖             | 25               | J1               | 7                | 1                | 6                | 0                | 1                | 2                | 14               | 3                |
| 2024             | 愛媛             | 11               | J2               | 10               | 1                | 1                | 0                | 2                | 1                | 13               | 2                |
| 2025             | 愛媛             | 11               | J2               |                  |                  |                  |                  |                  |                  |                  |                  |
| 通算             | 日本             | 日本             | J1               | 15               | 2                | 11               | 2                | 2                | 2                | 28               | 6                |
| 通算             | 日本             | 日本             | J2               | 16               | 1                | 1                | 0                | 2                | 1                | 19               | 2                |
| 総通算           | 総通算           | 総通算           | 総通算           | 31               | 3                | 12               | 2                | 4                | 3                | 47               | 8                |

出場歴
- Jリーグ初出場 - 2022年2月19日 J1第1節 サンフレッチェ広島戦 (ホットスタッフフィールド広島)
- Jリーグ初得点 - 2022年2月26日 J1第2節 湘南ベルマーレ戦 (駅前不動産スタジアム)

## タイトル

### クラブ
サンフレッチェ広島ジュニアユース
- JFAプレミアカップ：1回（2014年）

明治大学
- 関東大学サッカーリーグ戦1部：1回（2020年）

### 個人
- 関東大学サッカーリーグ戦1部・ベストイレブン：1回（2021年）[10]